# Spongiforma
Spongiforma is een geslacht van schimmels behorend tot de familie Boletaceae. De typesoort is Spongiforma thailandica.

## Soorten
Volgens Index Fungorum bevat het geslacht twee soorten (peildatum augustus 2023):
| Soortnaam                 | Auteur(s)                                   | Publicatiejaar | Voorkomen |
| ------------------------- | ------------------------------------------- | -------------- | --------- |
| Spongiforma squarepantsii | Desjardin, Peay & T.D. Bruns                | 2011           | Maleisië  |
| Spongiforma thailandica   | Desjardin, Manfr. Binder, Roekring & Flegel | 2009           | Thailand  |